# Eualus ratmanovi
Eualus ratmanovi är en kräftdjursart som beskrevs av Makarov 1941. Eualus ratmanovi ingår i släktet Eualus och familjen Hippolytidae. Inga underarter finns listade i Catalogue of Life.